# Luca Rossettini
Luca Rossettini (* 9. Mai 1985 in Padua) ist ein ehemaliger italienischer Fußballspieler und heutiger -trainer.

## Karriere

### Im Verein
Nach drei Spielzeiten in der Serie C1 bei Calcio Padova, für die er auch in der Jugendmannschaft gespielt hatte, gab Rossettini sein Debüt in der Serie A in Siena am 15. September 2007 im Heimspiel gegen den AC Mailand.
Ende August 2007 kaufte die AC Siena Luca Rossettini von Padova Calcio für 50 % der Transferrechte. Am 25. Juni 2008 übernahm ihn die AC Siena vollständig von Padova.
Im Juni 2012 wechselte er zu Cagliari Calcio, für die er in drei Jahren 3 Tore schoss.
2015 ging er für 2,5 Millionen zum FC Bologna, wo er in einem Jahr in 29 Spielen 3 Tore beisteuerte.
Nach einem Jahr wechselte er zum FC Turin, am 16. August 2016 dann zum CFC Genua.
Nach einer Leihe zu Chievo Verona wechselte er 2019 zum Klub US Lecce, für den er 26-mal spielte.
Am 12. Januar 2021 ging er zu seinem Jugendklub Padova zurück, wo er am 11. August sein Karriereende verkündete.

### In der Nationalmannschaft
Luca Rossettini gab sein Debüt in der italienischen U21 im Freundschaftsspiel am 5. Februar 2008 in Ferrara gegen die Niederlande.
Im Mai 2015 nominierte Nationaltrainer Antonio Conte Rossettini für einen Lehrgang der italienischen Nationalmannschaft, der zur Vorbereitung auf die Länderspiele gegen Kroatien und Portugal stattfand. Rossettini wurde für die beiden Partien jedoch nicht weiter berücksichtigt.